# Hydraecia immanis
Hydraecia immanis là một loài bướm đêm trong họ Noctuidae.